# 長堂 (東大阪市)
長堂（ちょうどう）は、大阪府東大阪市にある町名。現行行政地名は長堂一丁目から長堂三丁目。

## 地理
東大阪市の西部に位置し、西に足代北と足代新町、南に足代と荒川、北に高井田西と高井田本通、東に長栄寺と接している。

## 学区
市立小・中学校に通う場合、学区は以下の通りとなる。
なお、中学校に関して所在地は長栄寺であり、長堂にはない。
| 丁目       | 番   | 小学校               | 中学校               |
| ---------- | ---- | -------------------- | -------------------- |
| 長堂一丁目 | 全域 | 東大阪市立長堂小学校 | 東大阪市立長栄中学校 |
| 長堂二丁目 | 全域 | 東大阪市立長堂小学校 | 東大阪市立長栄中学校 |
| 長堂三丁目 | 全域 | 東大阪市立長堂小学校 | 東大阪市立長栄中学校 |

## 事業所
2020年（令和2年）現在の東大阪市の統計による事業所数と事業者数は以下の通りである。
| 丁目       | 事業所数  | 従業員数 |
| ---------- | --------- | -------- |
| 長堂一丁目 | 342事業所 | 1,750人  |
| 長堂二丁目 | 96事業所  | 481人    |
| 長堂三丁目 | 180事業所 | 900人    |
| 計         | 618事業所 | 3,131人  |

## 交通

### 鉄道
- D 近鉄大阪線
  - 布施駅  D06
- A 近鉄奈良線
  - 布施駅  A06

### バス
布施駅の北口と南口にバスのりばがある。当地内に所在地があるのは北口バスのりばである。バス路線の詳細は布施駅前バスのりばに記している。

#### 布施駅前以外の停留所
- 近鉄バス 93番（布施線）：長堂・長堂二丁目停留所

### 道路
- 大阪府道24号大阪東大阪線
- 高井田長堂線

高井田長堂線の当地内を通る一部区間について、現在大阪枚岡奈良線まで215mの延長事業を実施している。

## 施設
当地域含む、布施駅周辺は東大阪市の商業の中心で、付近一帯に商店街が広がる。布施駅周辺の商業施設については布施駅周辺施設に記している。以下の施設はあくまでも布施駅周辺の一区域である。

### 商店街
- ブランドーリふせ
- ふせステーションヤード
- ポッポアベニュー

### 商業施設
- ロンモール布施
  - 近鉄百貨店 東大阪店
  - カジュアル・スポット「FUSSE」
  - 近鉄ぷらっと
  - KINSHO布施店
  - セガワールド布施
- ヴェル・ノール布施
- コーナン 布施駅前店
- なにわ健康ランド 湯〜トピア

### 公共施設
- ヴェル・ノール布施
  - ハローワーク布施
  - 布施駅前市民プラザ
  - 東大阪市営住宅管理センター
  - 東大阪市 布施駅前行政サービスセンター
- 東大阪市役所 社会教育センター

### 金融機関
- 三井住友銀行 東大阪支店
- みずほ銀行 大阪東支店
- みずほ銀行 東大阪支店
- 野村證券 東大阪支店
- 大阪協栄信用組合 東大阪支店
- のぞみ信用組合 布施支店

### 日本郵政グループ

#### 日本郵便
- 東大阪長堂郵便局

#### かんぽ生命保険
- 東大阪支店

### 教育機関
- 東大阪市立長堂小学校

### 公園
- 長堂東公園

## 脚註
1. ↑  https://www.city.higashiosaka.lg.jp/0000010871.html
2. ↑  https://www.city.higashiosaka.lg.jp/0000000687.html